# Bancang (Sale)
Bancang is een bestuurslaag in het regentschap Rembang van de provincie Midden-Java, Indonesië. Bancang telt 1644 inwoners (volkstelling 2010).